# スタディオ・リベロ・リベラティ
スタディオ・リベロ・リベラティ（Stadio Libero Liberati）は、イタリア・ウンブリア州テルニにある多目的スタジアム。主にサッカーの試合に利用されており、テルナーナ・カルチョがホームスタジアムとしている。収容人数は22,000人。

## 概要
スタジアムの名称は、ロードレース世界選手権で活躍した地元テルニ出身のライダー、リベロ・リベラーティが由来。